# Technický výkres
Technický výkres je výkres používaný převážně ve strojírenství, elektrotechnice a stavebnictví, kreslený pokud možno ve vhodně zvoleném měřítku a obsahující všechny informace nutné pro výrobu konkrétní součásti, stroje, stavby apod.

## Rozdělení podle účelu a obsahu
- Strojírenský
- Výrobní
- Dílenský
- Detailní (součásti)
- Částečná sestava (podsestava)
- Hlavní sestava
- Pracovní postup
- Montážní
- Pomocný
- Elektrotechnický
- Stavební
- V dřevozpracujícím průmyslu

## Zásady strojnického a elektrotechnického kreslení
Technický výkres zobrazuje hotové dílo a konstruktér jej tvoří především s ohledem na funkci díla. Určit sled kroků k dosažení výsledku – zpracovat výrobní postup – je úkolem technologa. Konstruktér přitom musí mít dostatečné vědomosti o výrobních postupech, aby dílo šlo podle výkresu zhotovit (podobně, jako skladatel nenapíše klavírní part, který nejde zahrát), a mít představu o nákladech na dílo, i když je sám nevyčísluje.
Technický výkres není realistickým zobrazením díla, ale používá se zjednodušování, symboly, značky apod. Hlavní zásady kreslení výkresů jsou určeny technickou normou (v ČR je to ČSN 01 3000 Strojnické výkresy). Výrobní výkresy se musí kreslit jednotně, aby byly vždy jednoznačné pro každého, kdo podle nich pracuje. Výkres, který by umožňoval více možností výsledného tvaru nebo rozměrů součásti, je vadný.

## Formáty výkresů
Strojnické a elektrotechnické výkresy se v ČR kreslí na normalizovaných formátech řady A.

## Měřítka
Měřítko je poměr mezi rozměry obrazu na výkresu a rozměry skutečného předmětu. Vhodným měřítkem lze zmenšit obraz rozměrného a jednoduchého předmětu, nebo naopak zvětšit obraz předmětu příliš drobného. Kromě kreslení ve skutečné velikosti (M 1 : 1) jsou preferována následující měřítka:
- pro zmenšení – 1 : 2, 1 : 5, 1 : 10, 1 : 20, 1 : 50, 1 : 100
- pro zvětšení – 2 : 1, 5 : 1, 10 : 1

Měřítko se zapisuje na výkresu do příslušné rubriky rohového razítka. Jestliže jsou některé části výkresu kresleny v jiném měřítku, tato část výkresu je označena samostatným měřítkem. Například M 2 : 1.

## Výroba výkresů
- V minulosti (před nástupem počítačů) se používalo rýsovací prkno. Byl to stojan s posuvnou dvojicí kolmých pravítek. Originál výkresu se kreslil na průsvitný (pauzovací) papír tužkou a tuší.
- Dnes konstruktéři pracují na počítačích využívají speciální programy typu CAD. Výkres se vytiskne na tiskárně nebo plotru.

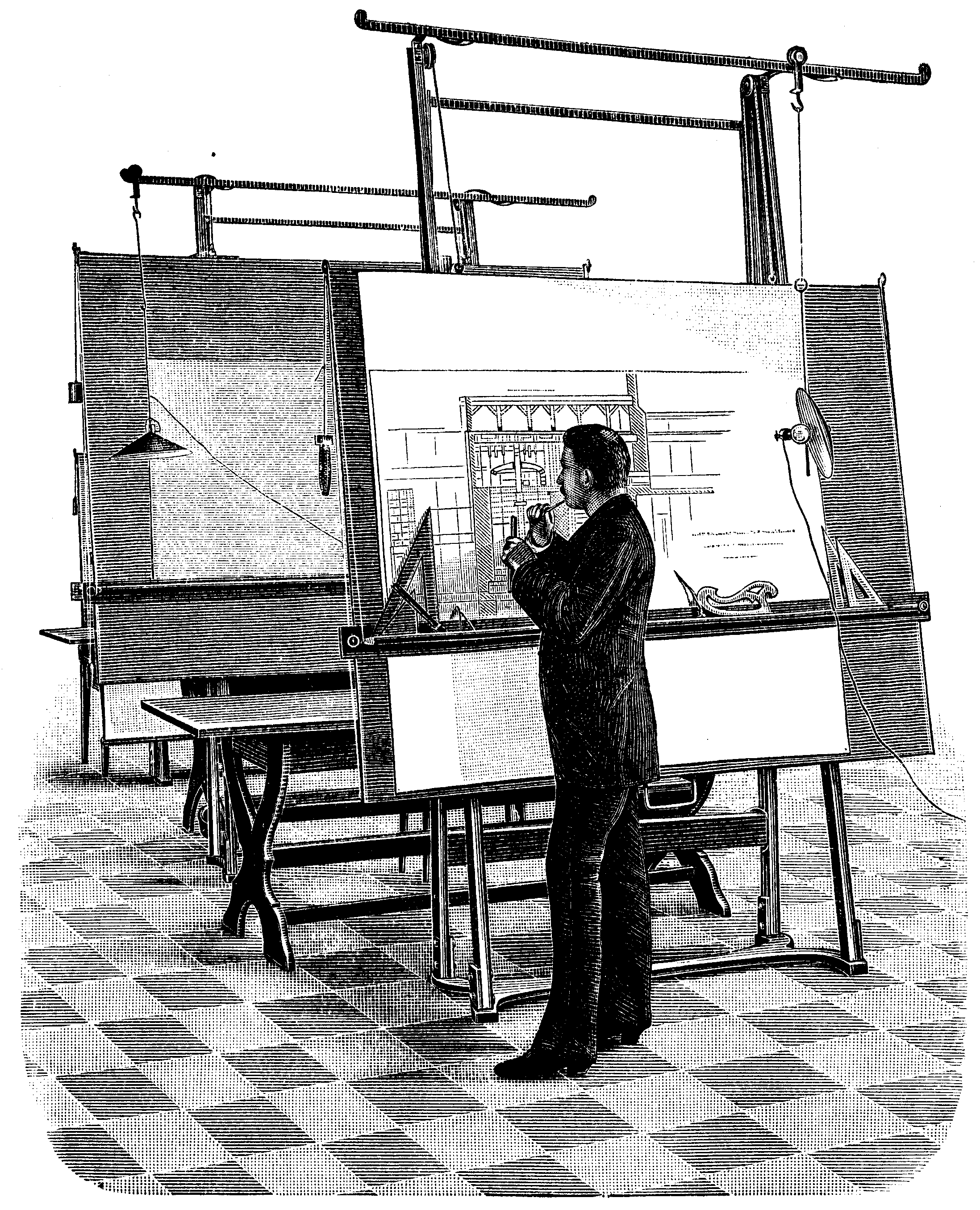
Rýsovací prkno
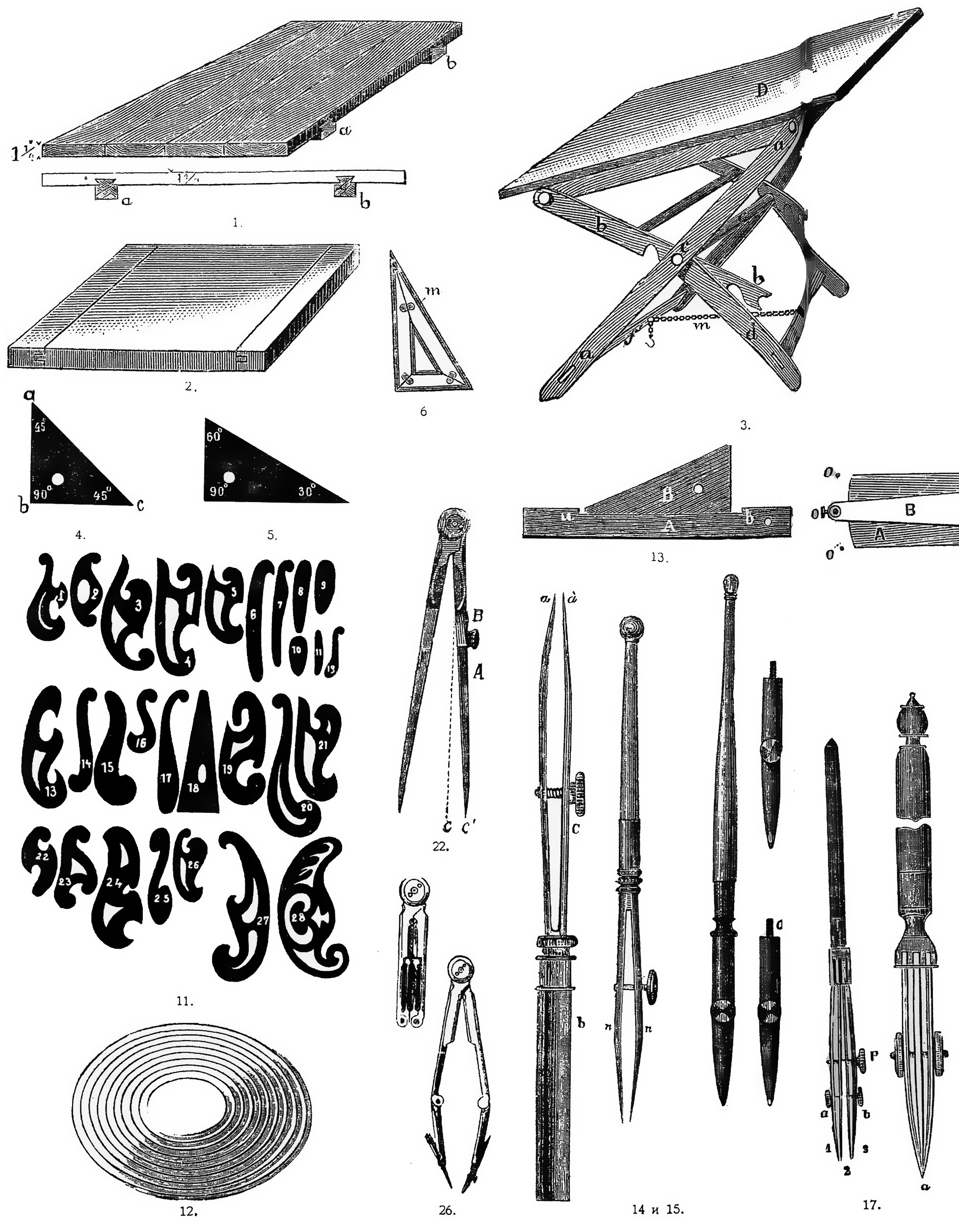
Historické pomůcky
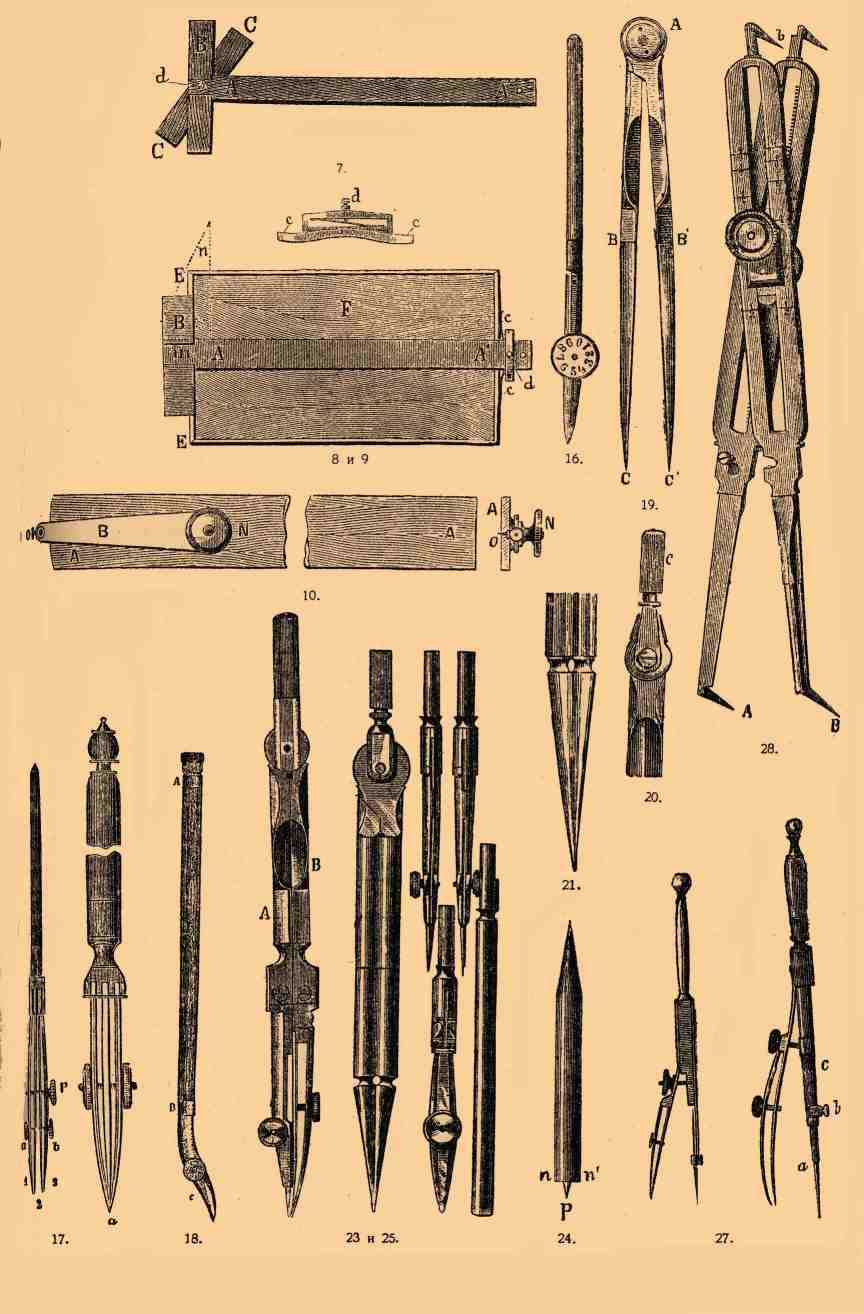
Historické pomůcky

## Strojírenský výkres
Plošná zobrazení skutečných trojrozměrných předmětů musí být přiměřeně názorná, ne příliš obtížná pro porozumění, ani pro vlastní kreslení. Obrázky nakresleného předmětu mají být výrazné, s velkým rozdílem tloušťky obrysových a ostatních čar. K zobrazení předmětu se užívají promítání:

### Základy promítání
- promítání názorné – na jednu průmětnu (na úvodním obrázku – předmět uvnitř pomyslného hranolu). Hodí se pro rychlou představu o tvaru součásti, pro výukové účely, pro výkresy pracovních postupů, návody na obsluhu strojů apod. Obrázky se však nedají spolehlivě kótovat a uplatňují se jen tam, kde je rozhodující názornost. Pro tyto účely se využívá axonometrické (návodné kresby) nebo perspektivní zobrazení (architektonické studie).
- promítání pravoúhlé (kolmé) – na tři průmětny (na úvodním obrázku – obrazy promítnuté na stěnách pomyslného hranolu). Plochy, na kterých se předmět promítá nazýváme hlavní průmětny a jsou to půdorysná, nárysná, a bokorysná průmětna. Jsou k sobě kolmé a protínají se v osách x, y, z. Zobrazení pohledů si představíme pomocí promítacích paprsků. Díváme-li se na těleso:
  - zepředu – odvodíme nárys
  - shora – odvodíme půdorys
  - z boku – odvodíme bokorys

### Kótování
Kótování je způsob udávání velikosti předmětu nakresleného na výrobním výkresu. Pro určení rozměrů výrobku jsou rozhodující rozměry udané kótami, bez zřetele na měřítko, v němž je výkres nakreslen. Rozměry se nesmějí z výkresu odměřovat.
Kóty udávají rozměry v milimetrech, ale bez značky "mm". Úhly kótujeme ve stupních, minutách a vteřinách (pravé úhly se nekótují, k definici obdélníka tedy stačí dva délkové rozměry). Kótovací čáry jsou s kótovaným rozměrem rovnoběžné, pomocné čáry jsou k němu zpravidla kolmé. Jsou-li polohy opakujících se prvků vztaženy k téže základně, hovoříme o kótování staničením.
Rozměry mající vliv na smontovatelnost nebo jinou funkční vlastnost se opatřují údajem o přípustných tolerancích.

### Značení drsnosti povrchu
Drsnost povrchu obrobených ploch se značí číselnou hodnotou drsnosti „R“ v mikrometrech. Značka mikrometru se však nepřipisuje. Ta se zapisuje na obrysovou čáru znázorňující obráběnou plochu, nebo na prodlouženou pomocnou čáru.
Podle značek drsnosti povrchu výrobní technolog – nebo sám dělník – určuje technologický postup výroby:
- Pokud jsou plocha, nebo průměr označené např. drsností „3,2“ stačí ji ofrézovat či osoustružit.
- Když má mít plocha drsnost „0,8“ a menší, musí frézař (soustružník) ponechat přídavek na obrobení (např. 0,3 mm) a následuje broušení.

### Řezy
Duté součásti s členitým vnitřním tvarem nakreslené jen v pohledu by měly mnoho neviditelných čar (neviditelné hrany objektů jsou kresleny čárkovaně a zpravidla se nekótují). Kótování by bylo nepřehledné a znemožňovalo by čtení výkresu. Proto se takové součásti kreslí v řezech. Řezů používáme i u součástí žebrovaných, přírubových, nebo u nespojitého průřezu ve své délce (např. Kliková hřídel). Pomyslně rozřezaný materiál je označen šrafováním. Druhy řezů:
- úplný
  - podélný
  - příčný
  - lomený
- částečný

### Ukázky strojírenských výkresů

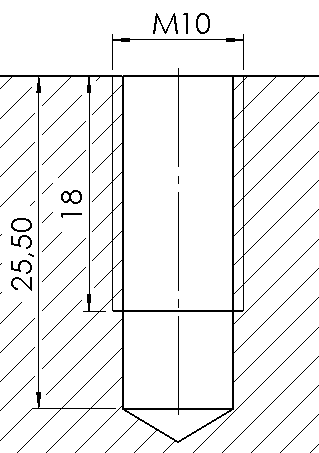
Jednoduchý výkres závitu (řez). Technologický postup výroby: navrtat, vyvrtat díru 8,4 (vnitřní průměr matice) do délky 25,5 mm a vyřezat závit M 10 do délky 18 mm
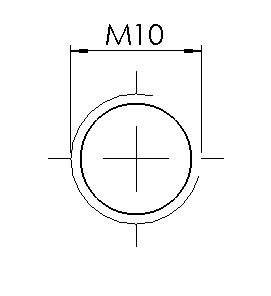
Tentýž závit v půdorysu
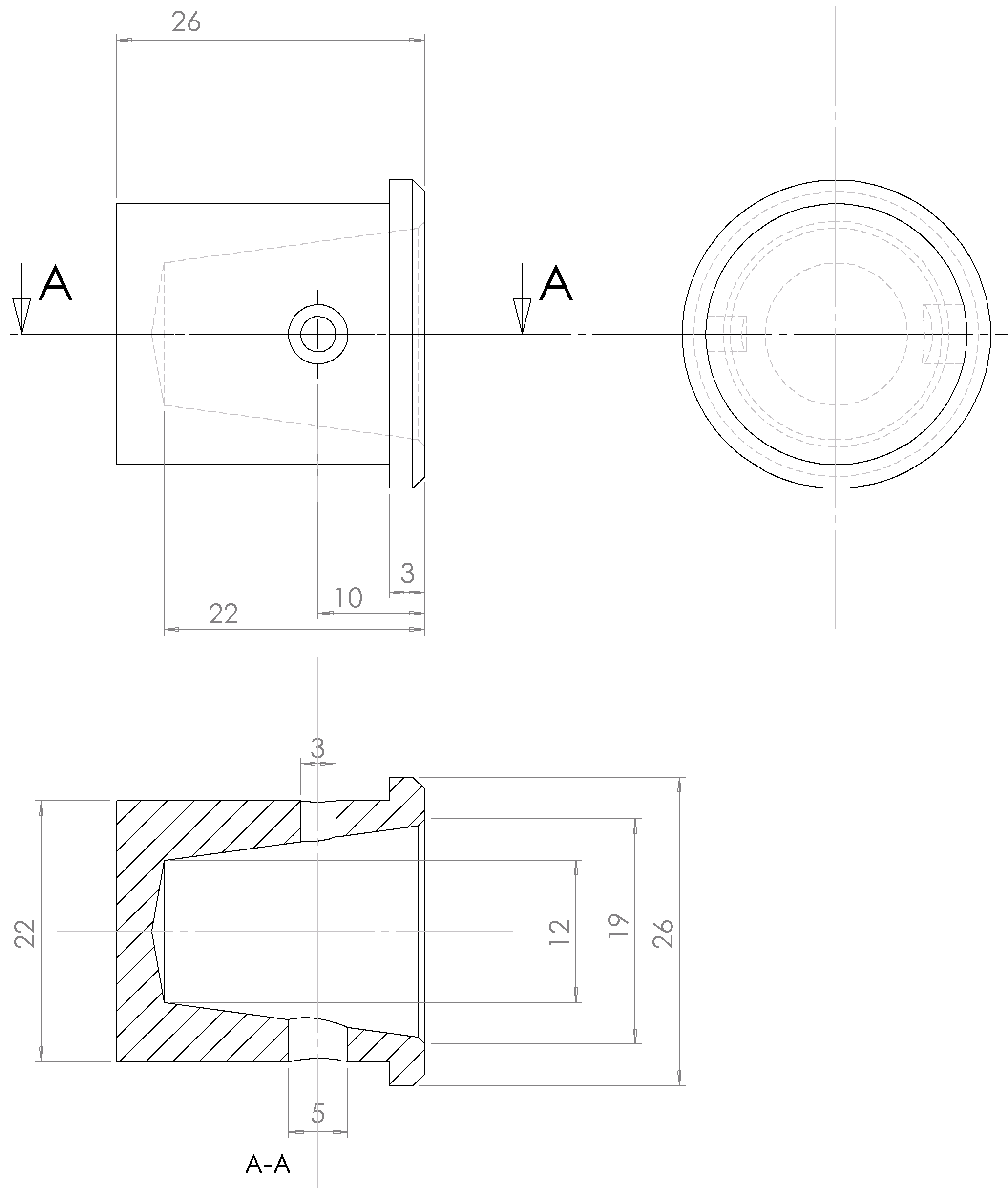
Vnitřní otvor je okótován v půdorysném řezu, v nárysu a bokorysu jsou neviditelné hrany
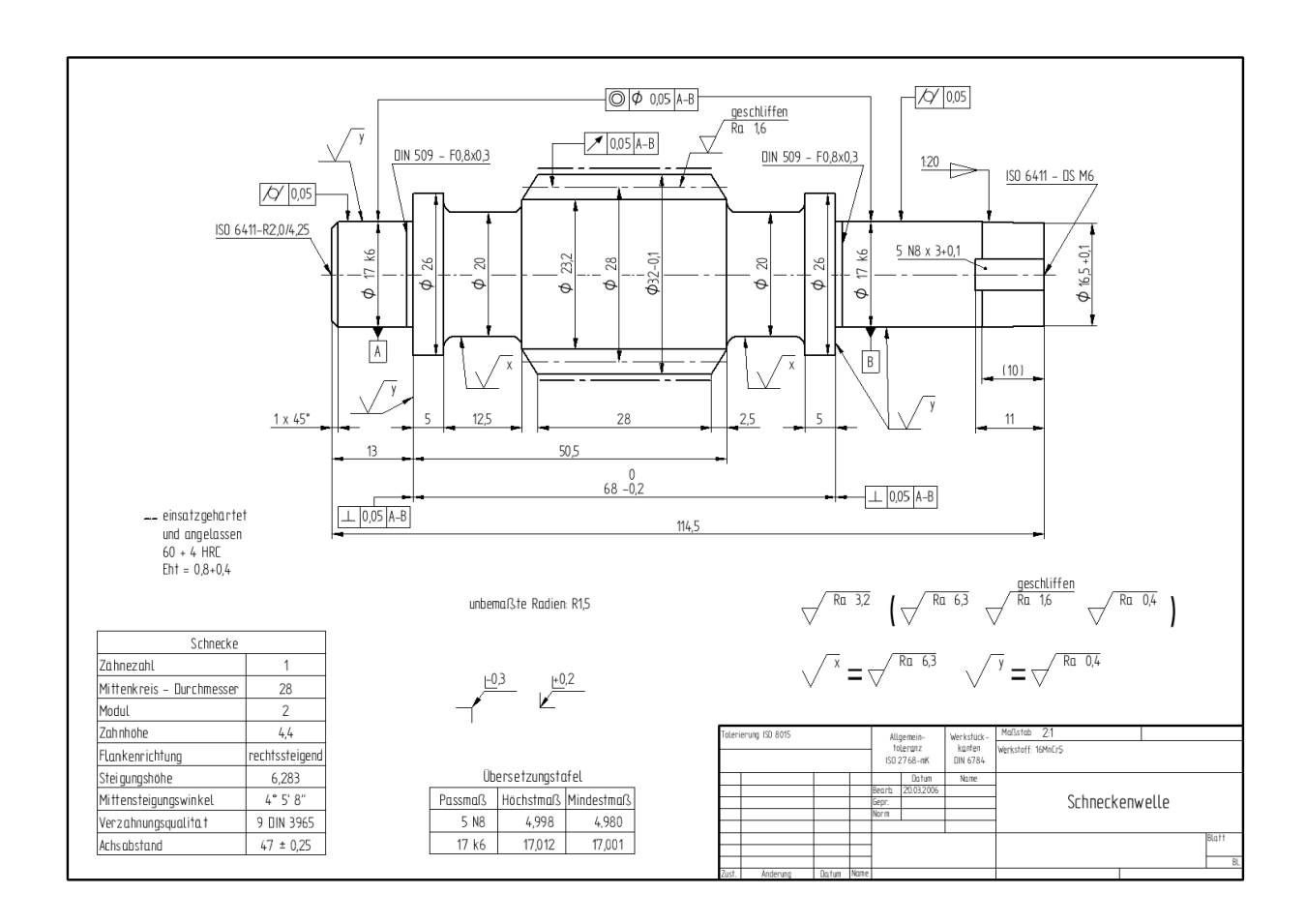
Šnekový hřídel
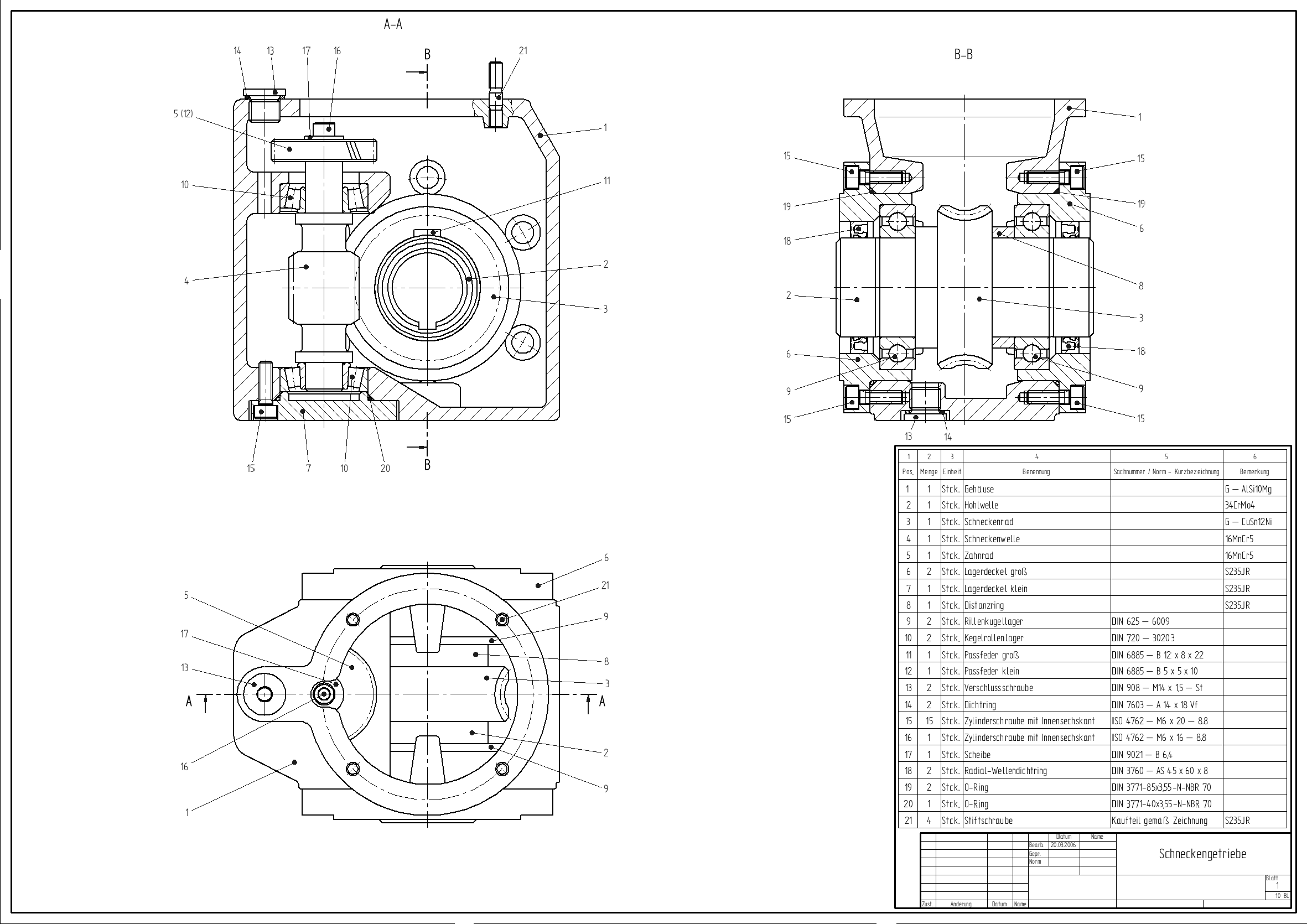
Výkres montážní sestavy

## Výkresy ve dřevozpracujícím průmyslu

Výkres židle v pravoúhlém promítání
Řez židlí předchozího výkresu

## Stavební výkresy
Skládají se z půdorysných řezů pro každé podlaží a svislých řezů. Půdorysné řezy nazývané půdorysy se vedou okny a všemi otvory v podlaží. Délkové kóty se uvídějí v milimetrech, výškové v metrech na tři desetinná místa.